# Sniper Elite III
Sniper Elite III ist ein taktisches Third-Person-Shooter-Stealth-Videospiel, das von Rebellion Developments entwickelt und veröffentlicht wurde. Das Spiel ist ein Prequel zu seinem 2012 erschienenen Vorgänger Sniper Elite V2 und ist der dritte Teil der Sniper-Elite-Serie.
Sniper Elite III spielt etwa drei Jahre vor den Ereignissen von V2, nachdem der Offizier des Office of Strategic Services, Karl Fairburne, bei seiner Teilnahme am Nordafrika-Konflikt während des Zweiten Weltkriegs von einer geheimen Wunderwaffe erfährt, die von den Nazis programmiert worden war.

## Spielprinzip
Das Spiel behält die Mechanik von Sniper Elite V2 bei und baut darauf auf. Die Spieler durchlaufen große Schlachtfeldkarten, die auf dem Nordafrikakonflikt basieren.
Das Scharfschützengewehr ist die Hauptwaffe des Spielers, es sind jedoch auch zusätzliche Waffen, einschließlich Maschinenpistolen und Pistolen, je nach Situation schallgedämpft oder nicht, erhältlich. Zusätzlich zu den Handgranaten kann der Spieler Stolperdraht-Sprengfallen, Landminen und Dynamit einsetzen. Mit dem Fernglas können Feinde markiert und ihre Position und Bewegungen angezeigt werden. Die Spielerfigur muss den Atem anhalten, um den Schuss richtig auszurichten. Im Bereich wird ein rotes Symbol angezeigt, das den projizierten Aufprallpunkt markiert. Es gibt Waffenteile, die über das ganze Spiel verteilt sind und beim Plündern toter Feinde gefunden werden, so dass die Spieler ihre Waffen im Menü vor dem Einsatz anpassen können; das Menü ermöglicht auch das Laden der Ausrüstung.
Die Stealth-Mechanik wurde überarbeitet. Ein Augensymbol blinzelt oder öffnet sich, um die Erkennungsstufe des Spielers durch den Feind anzuzeigen. Feindliche Soldaten werden auch einen Kreiszähler über dem Kopf haben, um den Alarmzustand anzuzeigen. Die Spieler sind auch gezwungen, regelmäßig umzuziehen, um eine Entdeckung mit einem weißen Geisterbild zur Markierung ihrer letzten bekannten Position zu verhindern, und der Feind wird ein größeres Gebiet absuchen. Wie im vorherigen Spiel können laute Geräusche verwendet werden, um Scharfschützenschüsse zu maskieren.
Für Aktionen wie Stealth-Nahkampf oder Scharfschützen-Kills wird ein Punktesystem eingerichtet, wobei sich die Punkte für den Aufstieg in höhere Ränge ansammeln. Spieler können auf der Karte herumgehen, um spezielle Belohnungsgegenstände wie Sammlerkarten zu sammeln und Scharfschützen-Nester freizuschalten. Die Journalseiten bieten auch weitere Hintergrundinformationen zu den Ereignissen des Spiels.
Das X-Ray-Kill-Cam-System von V2 bleibt ebenfalls erhalten. Während das vorherige Spiel nur die innere Struktur des Körpers am Aufprallpunkt zeigt, wird das neue Spiel erweitert, um den Rest des Herz-Kreislauf-, Skelett- und Muskelsystems zu visualisieren. Der Spieler kann weiterhin Fahrzeuge anvisieren, hat aber jetzt die Möglichkeit, die Motoren abzuschießen und das Fahrzeug zu deaktivieren.

### Mehrspieler
Der Mehrspielermodus in Sniper Elite III besteht aus 5 Modi für wettbewerbsfähiges Gameplay. Team Deathmatch, Deathmatch, Distance King, No Cross und Capture the flag.

## Handlung
Im Juni 1942, während der Schlacht von Gazala, wird der SOE-Scharfschütze Karl Fairburne (Tom Clarke-Hill) geschickt, um General Franz Vahlen zu ermorden und sein streng geheimes Projekt aufzudecken. Er hilft britischen Soldaten, die Streitkräfte von General Erwin Rommel abzuwehren, aber letztendlich ist der Hafen von Tobruk verloren. Fairburne begibt sich in die Oase Gaberoune in Libyen, um mehrere Offiziere zu töten und Vahlens Aufenthaltsort zu ermitteln. Er findet nur ein Dokument, das den Namen von Vahlens Projekt Project Seuche enthüllt. Die Long Range Desert Group bittet Fairburne um Unterstützung bei der Zerstörung mehrerer Flak 88 im Halfaya-Pass.
Fairburnes einzige Hoffnung, Vahlen zu finden, besteht darin, einen britischen Informanten in Fort Rifugio zu retten, der zuvor von den Briten während der Operation Compass festgehalten wurde. Fairburne infiltriert erfolgreich Fort Rifugio und befreit den Informanten. Der Mann, Brauer, teilt Informationen über Offiziere, die sich in der Siwa-Oase in Westägypten treffen. Fairburne, dessen Scharfschützen ihm das Label Wüstengeist der Deutschen eingebracht hat, schleicht sich in die Stadt und findet heraus, dass die Offiziere Vahlen an Hitler verraten wollen, indem sie ihm das persönliche Tagebuch des Generals in Berlin geben. Fairburne tötet den als Kurier beauftragten Offizier und stiehlt das Buch, in dem Vahlens Pläne zur Eroberung Europas beim Sieg des Afrikakorps in Nordafrika mit seiner Operationsbasis irgendwo im Kasserine-Pass aufgeführt sind.
Fairburne und Brauer infiltrieren die Basis und entdecken auf einer geheimen Filmrolle, dass Project Seuche ein Super-Panzer mit dem Codenamen Ratte ist. Tragischerweise wird Brauer von einem Tigerpanzer getötet, aber Fairburne zerstört ihn aus Rache. Er begräbt Brauer und nimmt eine Patrone aus Brauers Gewehr. Da der Standort der Ratte-Produktionsanlage noch unbekannt ist, greift Fairburne gemeinsam mit der LRDG den von Deutschland kontrollierten Flugplatz Pont du Fahs an und findet eine Karte, die zur Anlage führt, die sich im Mides-Canyon befindet. Er dringt in den Komplex ein und bereitet Ranzenladungen vor, um die Basis zum Einsturz zu bringen und den Ratte-Prototypen zu zerstören. Um die Detonation auszulösen, setzt Fairburne einen Sprengstoff auf den Turm der Ratte und lässt eine Ladung der massiven Granaten des Super-Panzers darauf fallen. Vahlen wird schwer verletzt, als er versucht, dem Hangar zu entkommen, und Fairburne nimmt seine Luger, legt Brauers Patrone in die Kammer und tötet Vahlen schließlich, bevor er den Stützpunkt verlassen kann.
Ein Voice-Over von Fairburne während des Abspanns zeigt, dass die Informationen, die er auf der Ratte erworben hat, es der USAAF und der RAF ermöglichen, die Schlacht am Ruhrgebiet zu starten. Die Auswirkung der Operation Chastise auf die Stahlproduktion zwingt die Deutschen, Arbeiten an der Ratte zu verschrotten.

## Downloadbarer Inhalt
Am 21. Juli 2014 kündigte Rebellion Developments ein neues DLC-Paket (Downloadable Content) für Sniper Elite III an. Das DLC-Paket enthält drei neue Missionen, in denen der Spieler Winston Churchill vor einem deutschen Attentat retten muss. In der ersten Mission "In Shadows" muss Fairburne die Identität von Churchills möglichen Attentätern aufdecken. Er tut dies, indem er sich in die Oase Siwa in Westägypten zurückschleicht, die zu diesem Zeitpunkt seit seinem letzten Besuch von den Alliierten gewonnen und verloren wurde. Dabei erfährt er die Identität der Attentäter und ihres Anführers. In der zweiten Mission "Belly of the Beast" muss Fairburne die Basis der Attentäter in den Rif-Bergen in Marokko infiltrieren. Unterwegs entdeckt er Hinweise auf eine gefährliche Prototypwaffe, die Pläne, die beschreiben, wie das Attentat durchgeführt wird und wo es stattfinden wird. Während der letzten Mission "Confrontation" muss Fairburne Churchill vor seinen möglichen Mördern retten, während der Premierminister zur Konferenz von Casablanca geht. Fairburne muss alle Bedrohungen für Churchill beseitigen, einschließlich Mörser, Minen, Raketenwerfer, Panzer, deutsche Elitesoldaten und einen mysteriösen maskierten Schützen, der nur als Raubvogel bekannt ist. Andere DLCs enthalten neue Waffenpakete. Die meisten DLCs waren in der im März 2015 veröffentlichten Sniper Elite III Ultimate Edition enthalten (Hunt the Grey Wolf, Charakter und einige Waffenpakete waren nicht enthalten).

## Rezeption
Sniper Elite III erhielt bei Veröffentlichung gemischte Kritiken von Metacritics.
Matt Whittaker von Hardcore Gamer gab dem Spiel ein 3/5 und schrieb: „Obwohl sein Stealth-basiertes Sniping-Gameplay einige aufregende Momente bieten kann, ist Sniper Elite III eine ausgesprochen gemischte Tasche. Seine abgründige Erzählung, das veraltete Missionsdesign, der langweilige Protagonist und das schwache Non -Kampagnenmodi überschatten alles, was es gut macht.“ Tyler Wilde von PC Gamer erzielte das Spiel mit 70/100 und schrieb: „Einige der Fehler von Sniper Elite 3 sind lustig [...] und einige frustrierend, aber die Ideen sind gut und ich hoffe, dass sie hier nicht enden. [...] Realistisch gesehen müssen wir auf Sniper Elite 4 warten, um eine signifikante Verbesserung zu erzielen.“
Mikel Reparaz von IGN erzielte das Spiel mit 8,2 / 10 und schrieb: "Sniper Elite III ist mehr als nur ein Schaufenster für Zeitlupen-Gore. Es glänzt durch seine offene Herangehensweise an Stealth." Reparaz mochte die "Skelett" -Geschichte und die "wackelige" künstliche Intelligenz nicht, sprach aber positiv über die großen Ebenen, den "packenden" Gore und die Freiheit, unterschiedliche und vielfältige Taktiken zu entwickeln.
David Roberts von GamesRadar gab dem Spiel eine 3 von 5. Auch er lobte die großen Umgebungen für das Ermöglichen von strategischem Spiel, war jedoch der Meinung, dass die Kill-Cam, obwohl sie ein cooles Feature ist, "schnell an Attraktivität verliert". Roberts genoss besonders das Gefühl, einen perfekten Schuss aus einer Meile Entfernung zu treffen und zu sagen, dass er "niemals alt wird". Roberts 'Hauptprobleme mit dem Spiel betrafen einen "allgemeinen Mangel an Politur" sowie die "flache Erzählung" und "generische Ziele". "Sniper Elite 3 hat sicherlich einige spannende Momente", sagte Roberts, "ob Sie selig ahnungslose Soldaten jagen oder von Countersnipern in Ghillie-Anzügen verfolgt werden, aber es gibt zu viele technische und narrative Probleme, um sie einfach zu ignorieren."
Dan Whitehead von Eurogamer schrieb in seiner Rezension: "Das Paket als Ganzes ist immer noch ein Rohdiamant, aber es ist eine deutliche Verbesserung gegenüber dem Vorgänger. Die grausame Kill-Cam bleibt ein köstlich falscher Nervenkitzel und die vereinigende Kraft, die das Spiel zusammenhält.", aber es ist zweifelhaft, dass es ausreichen würde, die Risse in einem vierten Spiel zu überarbeiten, ohne den KI- und Physikcode grundlegend zu überarbeiten. Trotz seiner Mängel ist Sniper Elite 3 ein äußerst unterhaltsames Action-Spiel der Mittelklasse trifft vielleicht nicht ins Schwarze, aber es kommt mit jedem Schuss näher." Whitehead gab dem Spiel eine 7/10.
Tim Turi von Game Informer schrieb: "Ich gebe offen zu, dass ich blutige Tötungen und das Ausleben der Helden-Scharfschützen-Fantasie liebe, aber Sniper Elite III erfüllt letztere nur teilweise. Wenn Sie von dramatischen, durchsichtigen Aufnahmen von Feinden, die vom Scharfschützenfeuer zerfetzt werden, nicht genug bekommen können, hat Sniper Elite III Sie mit Pik bedeckt. Wenn Sie an mehr Motivation über den Ruhm des Killens hinaus interessiert sind, schauen Sie woanders hin". Turin erzielte das Spiel mit 6,5 / 10 und hatte ein gemischtes Gefühl in Bezug auf Grafik, Sound, Kill-Cam und Steuerung.
Josiah Renaudin von GameSpot gab dem Spiel eine 6/10. Renaudin missfiel das Gleichgewicht zwischen Scharfschützen (was er lobte) und Heimlichkeit und meinte, die Heimlichkeit sei langweilig und überdauere die Begrüßung. Renaudin nannte die Zeitlupen-Kill-Kamera "teuflisch befriedigend" und lobte die farbenfrohen Umgebungen als Verbesserung gegenüber den vorherigen Spielen. Obwohl Renaudin die Geschichte für "uninspiriert" hielt und Online-Matchmaking nicht als "kaputt" mochte, lobte er schließlich auch das Level-Design für die Förderung der Kreativität.

## Nachfolger
Am 7. März 2016 wurde bestätigt, dass im Jahr 2016 eine Fortsetzung, Sniper Elite 4, für Microsoft Windows, PlayStation 4 und Xbox One erscheinen wird. In einem Blog-Beitrag vom 10. Juni 2016 revidierten die Mitbegründer der Rebellion, Chris und Jason Kingsley, das Veröffentlichungsdatum auf den 14. Februar 2017.